# کلر ریچل ویلکینسون
کلر ریچل ویلکینسون (به انگلیسی: Claire Rachel Wilkinson) با نام مستعار کلریتی (به انگلیسی: Clairity) (زاده ۲۴ ژوئیهٔ ۱۹۹۷) خواننده، ترانه‌سرا آمریکایی است.